# Panhandle, Texas
Panhandle là một thị trấn thuộc quận Carson, tiểu bang Texas, Hoa Kỳ. Năm 2010, dân số của thị trấn này là 2452 người.

## Dân số
- Dân số năm 2000: 2589 người.
- Dân số năm 2010: 2452 người.